# Seznam českých science fiction filmů a seriálů
Seznam českých science fiction filmů a seriálů uvádí původem české filmy a TV seriály science fiction (SF, či sci-fi), z československé produkce z let 1918-1990 pak s převážně českými herci a česky namluvené. Ostatní filmy naleznete pod Souvisejícími hesly na spodní části seznamu. Filmy jsou členěny do tří kapitol, uvnitř abecedně, seriálů je méně, děleny nejsou. Zařazeny jsou i filmy určené jen pro televizi či DVD.
Fantastický film se odehrává ve světě v něčem se lišícím od všeobecně známé reality. Je obdobně jako literatura členěn do třech základních kategorií: science-fiction, fantasy a horror. Každá z nich má svoje podkategorie a mnohé filmy lze řadit do dvou i více kategorií (a zde i seznamů) filmů naráz. Filmy i literatura science fiction obvykle zobrazují svět pozměněný možným vývojem vědy a techniky.. 

## Období do roku 1945
- Bílá nemoc (1937, režie Hugo Haas) - vyšlo na DVD
- Melchiard Koloman (1920, režie Rudolf Liebschner)
- Otrávené světlo (1921, režie Jan Stanislav Kolár)
- Panenka (1938, režie Robert Land) - vyšlo na DVD
- Příchozí z temnot (1921, režie Jan Stanislav Kolár)

## Období 1945 - 1989
- Adéla ještě nevečeřela (1977, režie Oldřich Lipský) - vyšlo na DVD
- Akce Bororo (1972, režie Otakar Fuka) - vyšlo na DVD
- Automat na přání (1967, režie Josef Pinkava)
- Babičky dobíjejte přesně! (1983, režie Ladislav Rychman)
- Baron Prášil (1962, režie Karel Zeman) - vyšlo na DVD
- Bizon (1989, režie Moris Issa, Elmar Klos) - vyšlo na DVD
- Blbec z Xeenemünde (1963, režie Jaroslav Balík) - vyšlo na DVD
- Byla jednou jedna budoucnost: Podivná reportáž z přítomnosti 1965 (1965, TV film, režie Jaroslav Dudek)
- Cesta do pravěku (1955, režie Karel Zeman) - vyšlo na DVD
- Což takhle dát si špenát (1977, režie Václav Vorlíček) - vyšlo na DVD
- Čarodějův učeň (1977, koprodukce Západní Německo, režie Karel Zeman) - vyšlo na DVD
- Divoká planeta (1973, koprodukce Francie, režie René Laloux)
- Dobrodružství s Blasiem (1974, koprodukce Východní Německo, režie Egon Schlegel)
- Chobotnice z II. patra (1986, režie Jindřich Polák) - vyšlo na DVD
- Ikarie XB 1 (1963, režie Jindřich Polák) - vyšlo na DVD
- Já, spravedlnost (1967, režie Zbyněk Brynych)
- Kam doskáče ranní ptáče (1987, režie Drahomíra Králová) - vyšlo na DVD
- Kam zmizel kurýr (1981, režie Otakar Fuka)
- Kdo chce zabít Jessii? (1966, režie Václav Vorlíček) - vyšlo na DVD
- Kdyby tisíc klarinetů (1964, režie Ján Roháč, Vladimír Svitáček) - vyšlo na DVD
- Klaun Ferdinand a raketa (1962, režie Jindřich Polák)
- Konec agenta W4C prostřednictvím psa pana Foustky (1967, režie Václav Vorlíček) - vyšlo na DVD
- Konec velké epochy (1965, TV film, režie Antonín Moskalyk)
- Konec srpna v hotelu Ozon (1966, režie Jan Schmidt) - vyšlo na DVD
- Krabi (1976, krátký animovaný, režie Václav Mergl)
- Krakatit (1948, režie Otakar Vávra) - vyšlo na DVD
- Kybernetická babička (1962, režie Jiří Trnka)
- Masseba (1989, režie Miloš Zábranský) - vyšlo na DVD
- Monstrum z galaxie Arkana (1981, koprodukce Jugoslávie, režie Dušan Vukotić)
- Muž z prvního století (1961, režie Oldřich Lipský) - vyšlo na DVD
- Na kometě (1970, režie Karel Zeman) - vyšlo na DVD
- Něco je ve vzduchu (1980, režie Ludvík Ráža)
- Odysseus a hvězdy (1976, režie Ludvík Ráža)
- Pane, vy jste vdova! (1970, režie Václav Vorlíček) - vyšlo na DVD
- Podobizna (1947, režie Jiří Slavíček) - vyšlo na DVD
- Pražské noci (1968, režie Miloš Makovec, Jiří Brdečka, Evald Schorm)
- Přátelé Bermudského trojúhelníku (1987, režie Václav Křístek) - vyšlo na DVD
- Rekviem za rytierov (1970, slovensky, režie Jozef Zachar)
- Ropáci (1988, režie Jan Svěrák) - vyšlo na DVD
- Romaneto (1980, režie Jaroslav Soukup)
- Rumburak (1984, režie Václav Vorlíček) - vyšlo na DVD
- Sladký čas Kalimagdory (1968, koprodukce Západní Německo, režie Leopold Lahoda) - vyšlo na DVD
- Slečna Golem (1972, režie Jaroslav Balík)
- Srdečný pozdrav ze zeměkoule (1982, režie Oldřich Lipský) - vyšlo na DVD
- Tajemství hradu v Karpatech (1981, režie Oldřich Lipský) - vyšlo na DVD
- Tajemství Ocelového města (1978, režie Ludvík Ráža) - vyšlo na DVD
- Tajemství staré půdy (1985, koprodukce Jugoslávie, režie Vladimír Tadej)
- Talíře nad Velkým Malíkovem (1977, režie Jaromil Jireš)
- Tarzanova smrt, (1962, režie Jaroslav Balík) - vyšlo na DVD
- Tretí šarkan (1985, slovensky, režie Peter Hledík)
- Temné slunce (1980, režie Otakar Vávra) - vyšlo na DVD
- Ukradená vzducholoď (1966, režie Karel Zeman) - vyšlo na DVD
- Upír z Feratu (1981, režie Juraj Herz) - vyšlo na DVD
- Valerie a týden divů (1970, režie Jaromil Jireš) - vyšlo na DVD
- Velká filmová loupež (1986, režie Zdeněk Podskalský, Oldřich Lipský)
- Veselé Vánoce přejí chobotnice (1986, režie Jindřich Polák) - vyšlo na DVD
- Vlčí bouda (1986, režie Věra Chytilová) - vyšlo na DVD
- Vynález zkázy (1958, režie Karel Zeman) - vyšlo na DVD
- Zabil jsem Einsteina, pánové… (1969, režie Oldřich Lipský) - vyšlo na DVD
- Zítra vstanu a opařím se čajem (1977, režie Jindřich Polák) - vyšlo na DVD
- Zlaté slepice (1980, režie Ladislav Rychman)
- Zpívající pudřenka (1959, režie Milan Vošmik)
- Ztracená tvář (1965, režie Pavel Hobl)

## Období od roku 1990
- Akumulátor 1 (1994, režie Jan Svěrák) - vyšlo na DVD
- Běžci (2010, TV film, režie Vít Karas)
- Bod obnovy (2023, režie Robert Hloz)
- Dvojrole (1999, režie Jaromil Jireš) - vyšlo na DVD
- Freonový duch (1991, režie Zdeněk Zelenka) - vyšlo na DVD
- Jméno kódu Rubín (1996, režie Jan Němec)
- Nesmluvená setkání (1995, TV film, režie Irena Pavlásková)
- Nexus (1993, koprodukce Španělsko, Velká Británie, režie José María Forqué)
- Poslední přesun (1995, režie Kryštof Hanzlík)
- Probudím se včera (2012, režie Miloslav Šmídmajer) - vyšlo na DVD
- V žáru královské lásky (1990, režie Jan Němec)
- Zelňačka (1995, TV film, režie Pavel Háša)

## Televizní seriály
Zatímco první SF seriál se v USA dostal na televizní obrazovky již roku 1949, pak v Československu prvenství patřilo seriálům určeným pro malé děti s SF prvky (třeba Robot Emil z roku 1960), či populárními seriály i mezi staršími diváky byly Pan Tau (1969) či Arabela (1979). Dobrodružné SF seriály určené pouze pro dospělého diváka u nás natočené v 20. století nebyly. Určitou výjimkou byl seriál Tunel Omega naučného charakteru natočený slovenským studiem s českými herci u Berouna.
- Bambinot (1983, režie Jaroslav Dudek)
- Chobotnice z II. patra (1987, také jako dva filmy, režie Jindřich Polák) - vyšlo na DVD
- Kosmo (2016, režie Jan Bártek)
- Kryštof a nebeský kůň (1984, vysíláno jako Večerníček, režie Jan Ungrád)
- Křeček v noční košili (1987, režie Václav Vorlíček) - vyšlo na DVD
- Létající Čestmír (1984, režie Václav Vorlíček) - vyšlo na DVD
- Lux a Delux (1992, vysíláno jako Večerníček, režie Ilja Novák)
- Návštěvníci (1983, režie Jindřich Polák) - vyšlo na DVD
- Připoutejte se, letíme nad Atlantidou (1981, koprodukce s NSR a Švýcarskem, v Československu ani Česku nebylo vysíláno, režie Tomáš Fantl)
- Robot Emil (1960, režie Stanislav Strnad)
- Rumburak (1984, také jako film, režie Václav Vorlíček) - vyšlo na DVD
- Spadla z oblakov (1980, slovensky, režie Radim Cvrček) - vyšlo na DVD
- Stalo sa pozajtra (1981, slovensky, režie Pavel Uher)
- To se vysvětlí, soudruzi! (2024, režie Michal Samir a Matěj Chlupáček)
- Tunel Omega (1983, režie Miroslav Sobota)
- Záhada tří kapitánů (1990, třídílná minisérie, režie Jan Bonaventura)